# Amphisbaena camura
El ybyja o culebra parda de dos cabezas (Amphisbaena camura) es un reptil saurópsido de la familia Amphisbaenidae. Se encuentra en Paraguay, Bolivia (Amazonas, Beni, Santa Cruz, Tarija) y Brasil (Mato Grosso).

## Alimentación
Estos reptiles se alimentan de invertebrados, como hormigas, termitas y lombrices. Actualmente se ha demostrado que también se alimentan de semillas, de carroña y de frutas. La mayoría caza por la noche, excavando y buscando hormigas. Existe un mito que define a esta especie como un parásito, al cual se le suele confundir con el gusano, con el cual no se le debe emparentar, ya que este último es un platelminto.

## Características
Miden 30 cm de longitud, carecen de extremidades y buena visión. Cuando son adultos está más desarrollado su sistema olfativo, son nocturnos ya que su visión es sensible a la luz, ponen hasta 3 huevos y pueden llegar a vivir hasta 15 años en libertad.

## Situación actual

### En Paraguay
La tradición Guaraní hace que maten al animal por el falso rumor de que es un parásito. En 2010, el 10 % de la especie en Asunción desapareció debido a esta falsa creencia, pues era exterminada. La gente argumenta que entra por el ano y se aloja en el tracto digestivo.

### En Bolivia
Su situación es similar debido a la presencia de Guaraníes. Los ybyja son temidos debido a su similitud con la letal criatura de la leyenda de la serpiente de dos cabezas: en ambos, sus extremos son indistintos.

### En Brasil
La modernización y la deforestación ponen en peligro la especie, principalmente en el estado de Mato Grosso do Sul.

## Depredadores
Los principales depredadores del Ybyja son los pirinchos, gatos, perros y caranchos. 

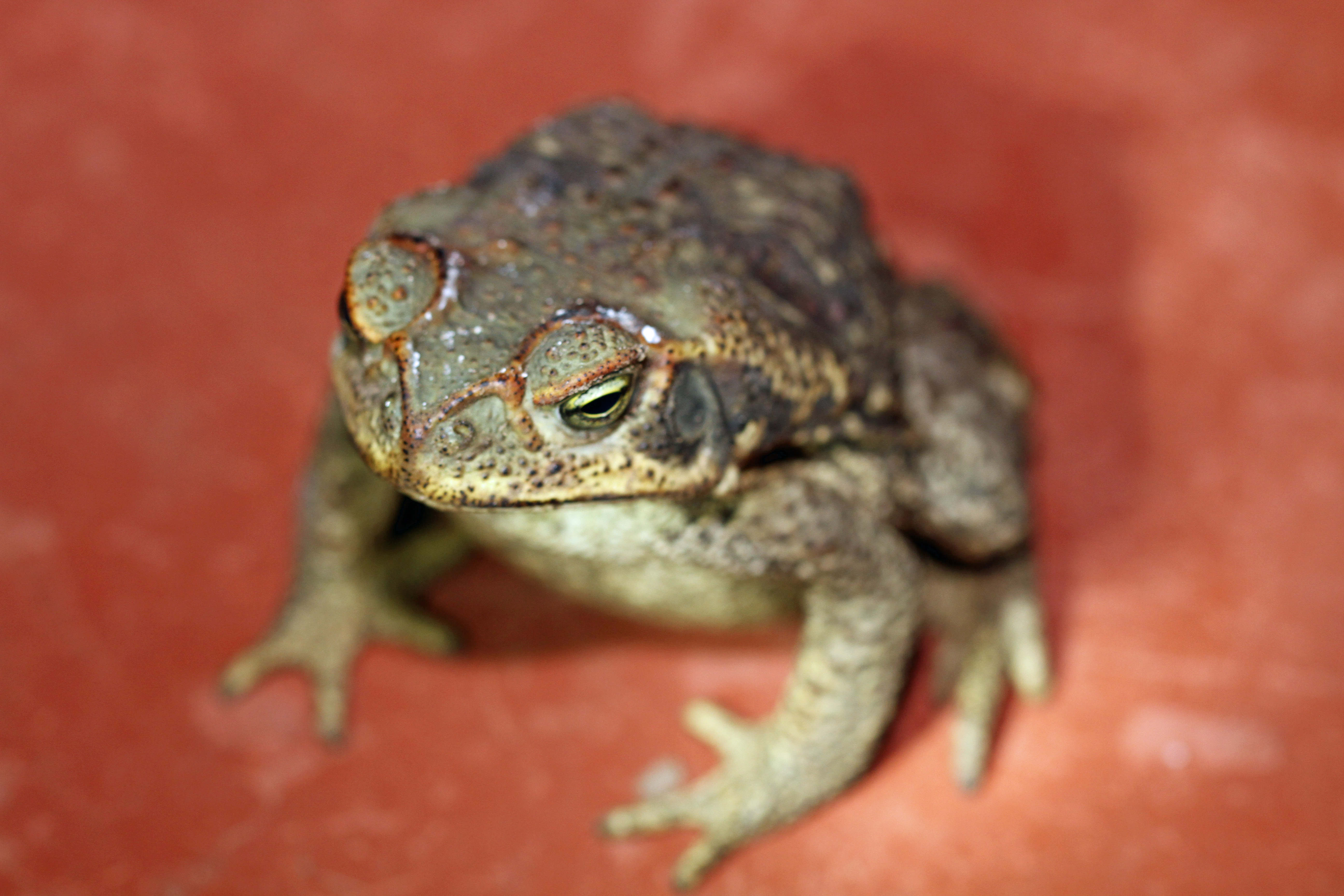
El sapo rococó es su depredador natural.
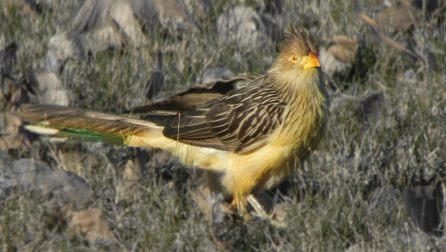
El pirincho depreda a los ejemplares que mueren o están heridos.
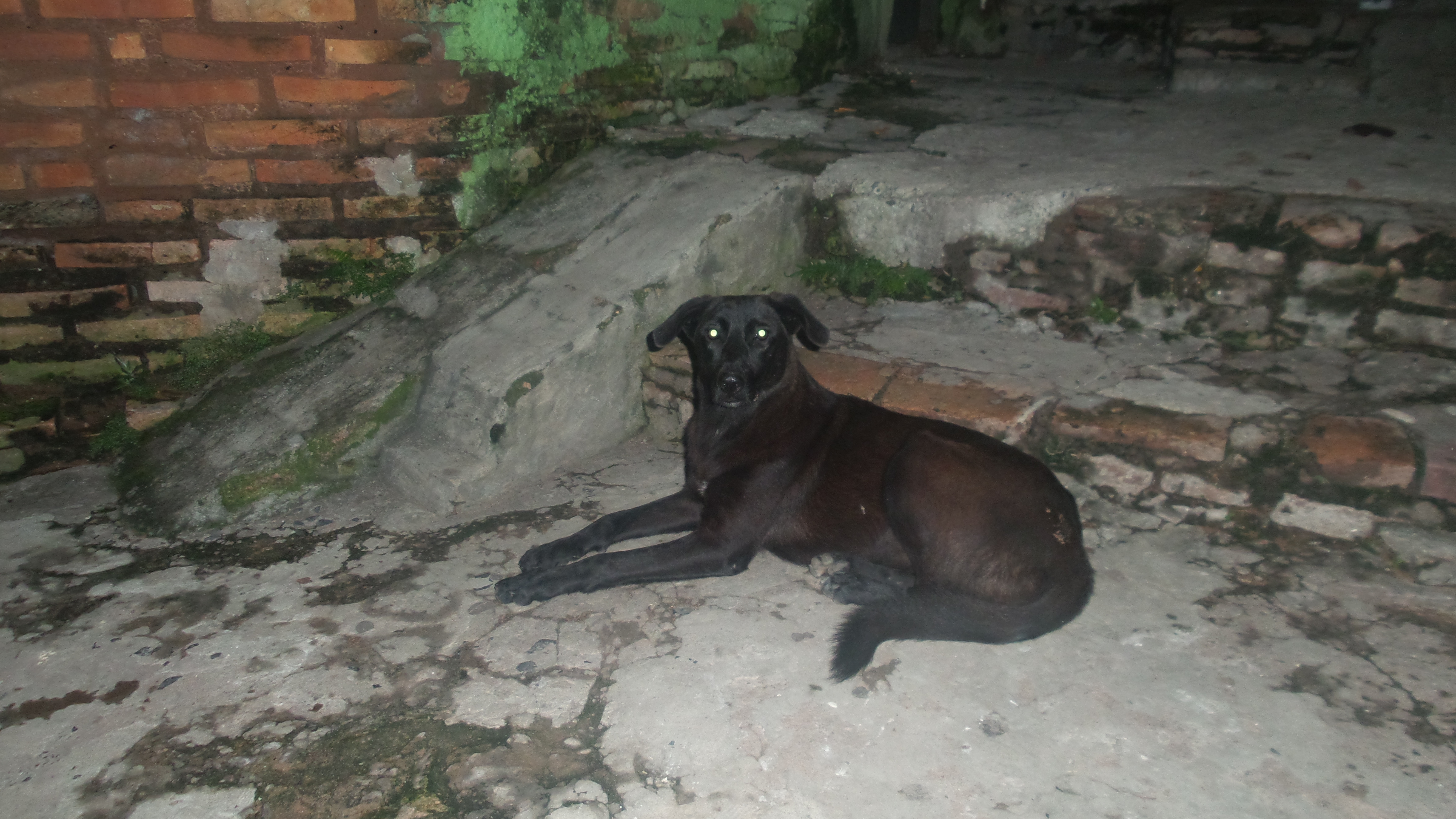
La presencia de perros callejeros en muchos barrios asuncenos llevó al ybyja a un cuello de botella.
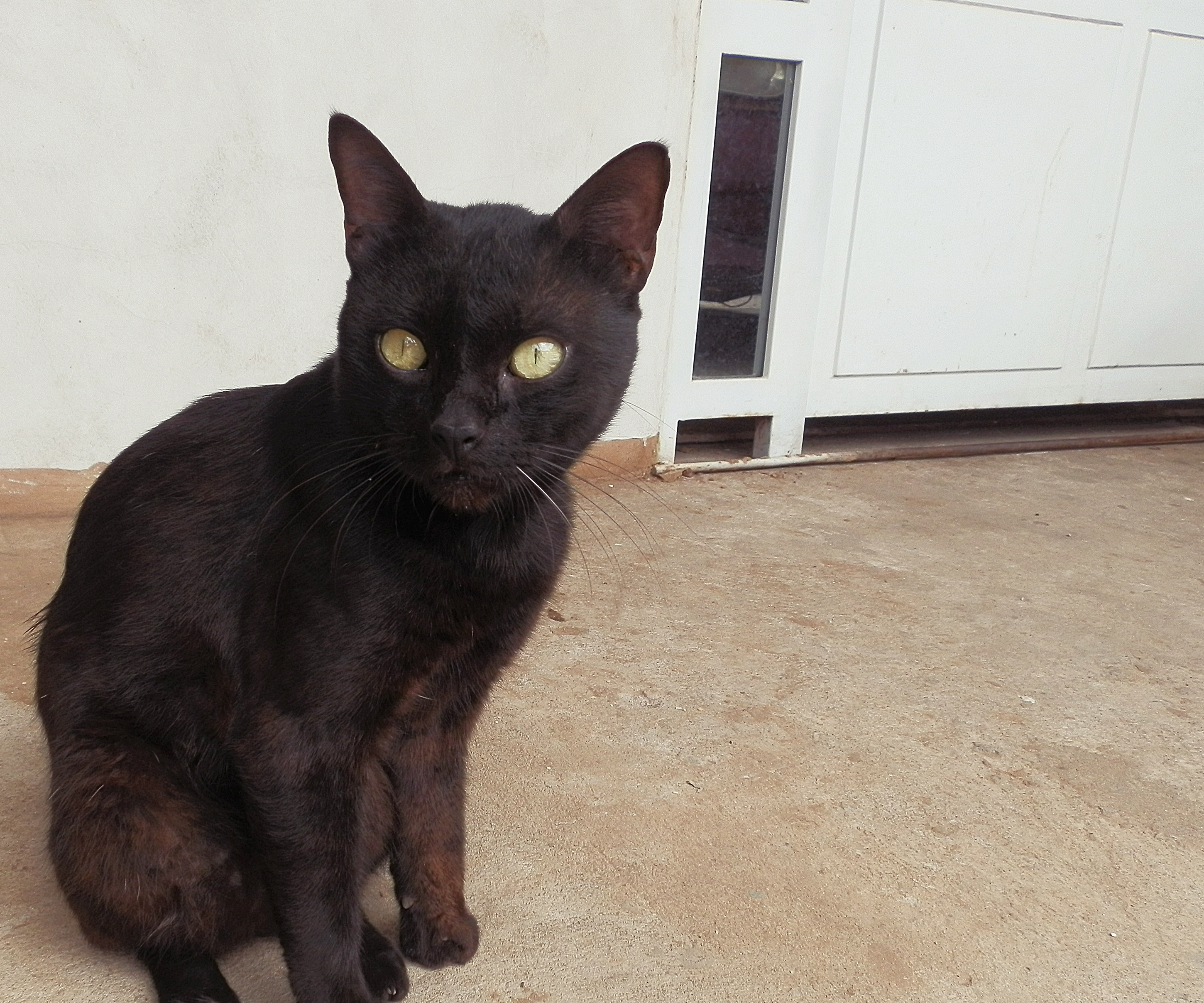
La presencia de muchos gatos abandonados en Asunción desequilibró completamente a la población de ybyjas en su hábitat.
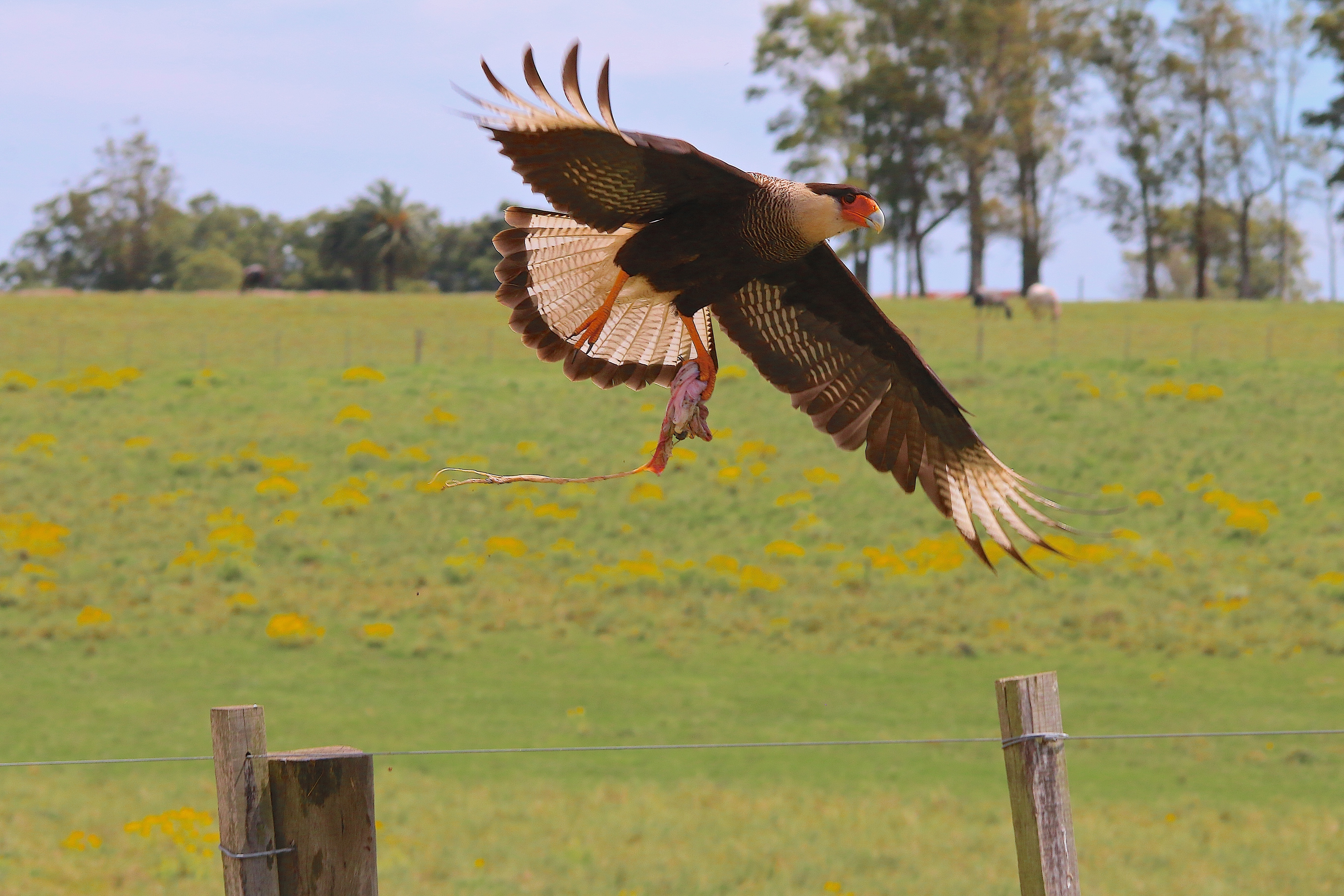
El Carancho es su depredador natural.
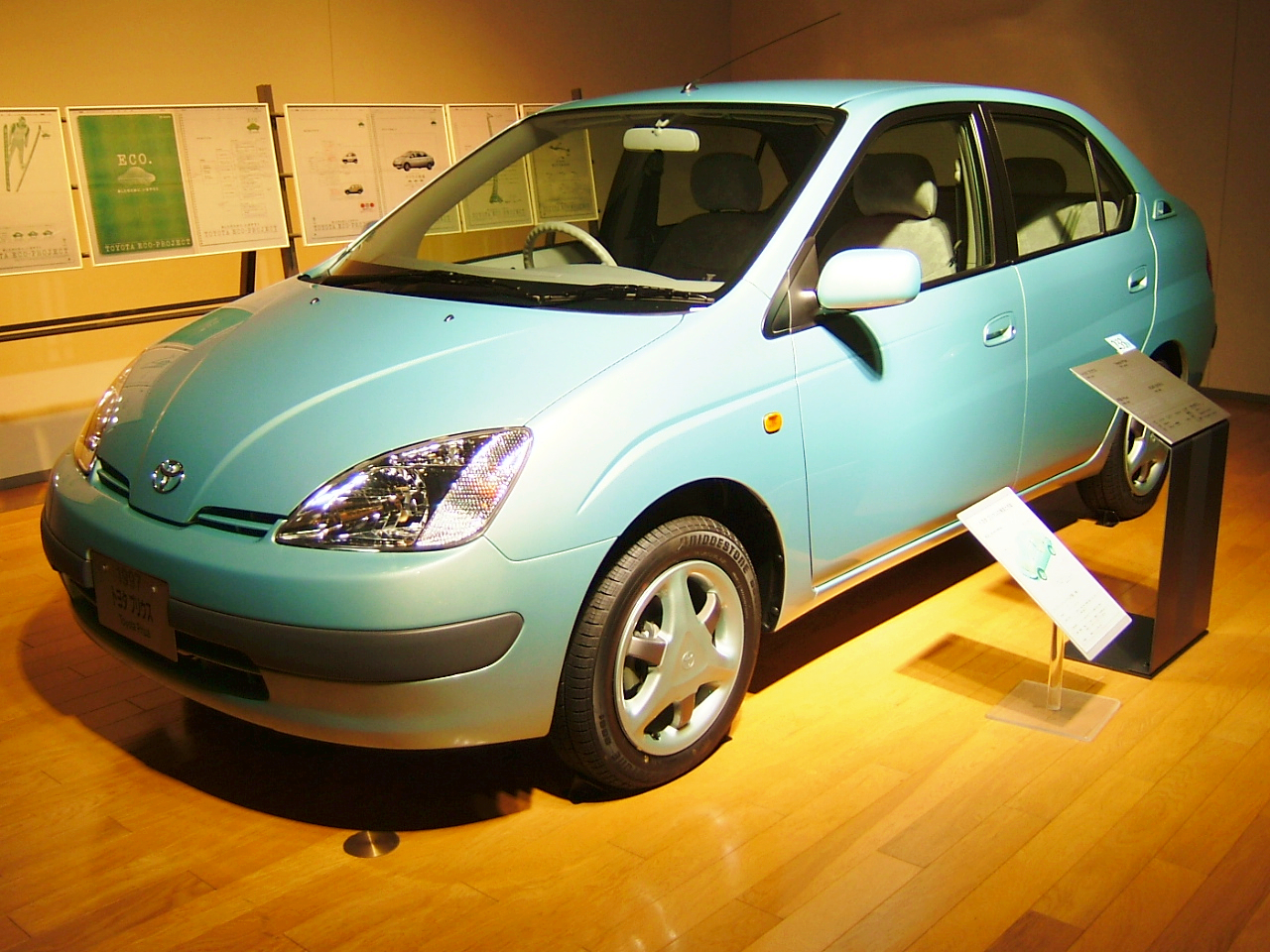
Muchos ybyjas mueren aplastados por vehículos.